# Apiactis bengalensis
Apiactis bengalensis is een Cerianthariasoort uit de familie van de Cerianthidae. De wetenschappelijke naam van de soort is voor het eerst geldig gepubliceerd in 1936 door Panikkar.